# Washington Quaquá
Washington Luiz Cardoso Siqueira, ou surnommé Washington Quaquá, né le 31 mai 1971 à São Gonçalo, est un homme politique brésilien. Il est maire de Maricá entre 2009 et 2017, député fédéral depuis le 1er février 2023.
Figure controversée du PT, il assume la construction d'alliances avec le centrão et la droite brésilienne et a des positions sociales conservatrices.

## Biographie
Washington Luiz Cardoso Siqueira est né le 31 mai 1971 à São Gonçalo.

### Parcours politique

#### Engagement au Parti des travailleurs dès 14 ans
Washington Quaquá est engagé au Parti des travailleurs depuis son adolescence, dès l'âge de 14 ans. Il rejoint le parti à 18 ans, en 1989.

#### Maire de Maricá
En 2008, il est élu maire de Maricá, avec comme Maire adjoint Uitón Viana (PSB) entre 2009 et 2013, lors de son premier mandat. En 2012, il est réélu maire, avec comme Maire adjoint Marcos Ribeiro (PT). En 2016, c'est Fabiano Horta qui lui succède en tant que maire, toujours issu du PT.
Dans sa commune, il est célèbre pour avoir mis en place, en 2014, un service de bus gratuit dans la ville, établissant le laissez-passer gratuit en utilisant les ressources provenant des taxations de l'exploration pétrolière. À l'époque, Maricá est la première municipalité brésilienne de plus de 100 000 habitants à adopter un programme de transports publics gratuits.

#### Figure de l'aile droite ou pragmatique du PT, liens avec le bolsonarisme et député fédéral
Washington Quaquá est membre de la tendance du PT "Construire un Nouveau Brésil" (CNB), celle majoritaire et de Lula. Cependant, ce dernier peut être également classé à droite ou du côté du pragmatisme interne du parti, en raison de ses nombreux liens avec le centrão. À l'échelle de l'État de Rio de Janeiro, il entretient des liens avec plusieurs personnalités du Parti libéral et du bolsonarisme.
Il a notamment construit des alliances avec les partisans de Bolsonaro dans la région de Baixada Fluminense, mené un rapprochement stratégique avec le gouverneur de l'État de Rio de Janeiro Claudio Castro (PL).
En 2015, lorsqu'il présidait le PT de Rio de Janeiro, il a déclaré que la présidente de l'époque, Dilma Rousseff, n'était pas la bienvenue à Rio, lors de la célébration de l'anniversaire du parti. Cette phrase est encore considérée aujourd'hui en interne du PT comme l'une des déclarations qui a déclenché le processus de destitution de Dilma Rousseff.
En janvier 2020, il est élu vice-président du parti. Quelques mois plus tard, il fait adopté par la direction nationale sa motion et stratégie de soutenir le maire de Belford Roxo Wagner Carneiro, un allié et fidèle de Jair Bolsonaro.
Lors des élections parlementaires d'octobre 2022, il est élu député fédéral de Rio de Janeiro, avec la coalition de gauche Brésil de l'espoir et 113 282 voix.
En février 2023, en tant que député fédéral, il provoque un malaise au sein du PT, jusqu'à la présidente Gleisi Hoffmann, en s'affichant publiquement avec le député bolsonariste Eduardo Pazuello (PL), ancien ministre de la Santé pendant le Covid-19. En interne, cinq tendances du PT ont demandé une suspension, tandis que Quaquá a argué de la nécessité du parti de construire un dialogue et des alliances avec la droite.

#### Troisième candidature à la mairie de Maricá lors des élections de 2024
En avril 2023, Washington Quaquá affirme vouloir être pré-candidat à la mairie de Maricá, avec l'actuel député d'État Renato Machado (PT)). Une décision confirmée en août, l'ancien maire affirmant vouloir termine ses projets qu'il a mis en place entre 2009 et 2017. Quaquá affirme avoir le soutien des 15 sur 16 conseillers municipaux (PT, MDB, Avante, PDT). 
En août 2023, Quaquá est à 65% d'intentions de vote, tandis que le maire sortant Fabiano Horta a une approbation de 97%.

### Positions politiques

#### Alliance assumée avec le centrão et la droite brésilienne
Washington Quaquá entretient régulièrement et assume ses nombreux liens avec le centrão et la droite brésilienne, il défend cette stratégie de partenariat avec le centrão et la droite à Rio de Janeiro, puis lorsqu'il est devenu député fédéral.

#### Conservatisme sur l'avortement et soutien des évangéliques
Il assume une position conservatrice sur certaines positions sociales et morales, affirmant notamment n'avoir jamais admis la pratique de l'avortement de sa femme lors de ses relations. Il assume également sa relation et son dialogue avec les éganvéliques, puisque lorsqu'il fut maire de Maricá, il avait créé le secrétariat des affaires religieuses, dirigé par un pasteur.

## Controverses

### Utilisation des programmes sociaux de la mairie pour sa réélection en 2012
Il a été accusé d'avoir utilisé les programmes sociaux de la mairie pour dynamiser sa campagne de réélection. En 2013, il a été condamné par le Tribunal électoral pour abus de pouvoir politique. Cependant, le Tribunal électoral régional de Rio de Janeiro n'a pas révoqué son mandat, choisissant simplement de le rendre inéligible pendant huit ans.

### Inauguration d'une statue de Che Guevara en 2016
Le 25 juin 2016, une statue du guérillero Che Guevara a été inaugurée pendant son mandat, devant l'hôpital municipal du même nom. La cérémonie d'inauguration s'est déroulée en présence d'Aleida Guevara, la fille aînée du Che.

### Condamné pour avoir fermé la piste de l'aéroport municipal et responsable d'un crash d'avion
En 2021, Washington Quaquá est condamné à 3 ans, 2 mois et 15 jours de prison avec sursis pour avoir fermé la piste de l'aéroport municipal pendant son mandat en 2013. La décision, en première instance, pointe sa responsabilité dans le crash d'un avion à Lagoa de Maricá, faisant deux morts. Les secrétaires municipaux du Développement économique, Lourival Casula Filho, et de la Sécurité publique, Fabrício Soares Bittencourt, ont également été condamnés. 
Quaquá a contesté la décision, affirmant que son action visait à expulser les trafiquants de drogue de l'aéroport. Il a déclaré que des forces policières ont tenté de renverser l'action et ont profité du décès d'un juge pour le poursuivre en justice.

#### Auteur d'une gifle et d'insultes homophobes envers deux députés
Tandis que le président Lula était attendu au Congrès national pour signer l'application de la réforme fiscale, négociée par Fernando Heddad, tandis que des députés bolsonaristes, dont Messias Donato (Républicains), qui insultait Lula. En réaction, le député Quaquá a déclaré « Tu es un pédé, mon garçon ! » au député Nikolas Ferreira, avant de giflé le député Donato. 
À la suite de cet évènement, le député de gauche sera convoqué devant le conseil d'éthique, et l'ensemble des groupes de la Chambre des députés (coalition gouvernementale, opposition, indépendants) estiment que l'acte doit être sanctionné et éviter de créer un précédent impuni. Cependant, certaines sources parlementaires du PT affirment que le député ne sera pas sanctionné, ayant réagi à une attaque verbale de Donato, dont des cas de même nature n'ont jamais été sanctionnés.